# Ouatagouna
Ouatagouna est une ville et commune malienne, située dans le département de la Nord'l, chef-lieu cercle d'Ansongo dans la région de Gao.

## Politique
| Année | Maire élu             | Parti politique |
| ----- | --------------------- | --------------- |
| 1999  | Soumana Mamadou Maïga | ADEMA           |
| 2004  | Soumana Mamadou Maïga | ADEMA           |
| 2009  | Harouna Seibou        | URD             |
| 2016  | Salou Attino MAIGA    | RPM             |